# Karel Appel
Christiaan Karel Appel, nizozemski avantgardni umetnik, * 25. april 1921, † 3. maj 2006.
Med drugo svetovno vojno (1940-43) je študiral na amsterdamski Rijksakademie van Beeldende Kunsten; šele tri leta po diplomi je imel lastno razstavo. Leta 1948 je bil eden izmed ustanoviteljev francosko-belgijskeo-nizozemskega avantgardnega gibanja COBRA.
Potem ko je 3. maja 2006 umrl na svojem domu v Zürichu, je bil 16. maja istega leta pokopan na pokopališču Père-Lachaise (Pariz, Francija).